# Leioproctus dentatus
Leioproctus dentatus är en biart som först beskrevs av Rayment 1931.  Leioproctus dentatus ingår i släktet Leioproctus och familjen korttungebin. Inga underarter finns listade i Catalogue of Life.